# Рогатец
Рогатец (словен. Rogatec) је градић и управно средиште истоимене општине Рогатец, која припада Савињској регији у Републици Словенији.
По попису становништва из 2011. године, насеље Рогатец имало је 1.558 становника.